# Операція «Сабстанс»
Операція «Сабстанс» (англ. Operation Substance) — військова операція, що проводилася силами Королівського військово-морського флоту Великої Британії з метою проведення конвою на Мальту з Гібралтару у кількості військових транспортних суден у супроводі ескорту для доставки 5 000 особового складу поповнення та 65 000 тонн вантажів на обложений острів під час битви на Середземному морі.

## Перебіг подій
Операція під умовною назвою Substance забезпечувала проведення двох конвоїв: конвою GM-1 (англ. Gibraltar-Malta 1), що прямував з Британії на Мальту та конвой MG-1, що передбачав повернення порожніх суден з Мальти в Гібралтар.
11 липня транспорти та їх охорона вийшли з ВМБ Клайд у Великій Британії в складі конвою WS-9C. Торгові судна City of Pretoria, Deucalion, Durham, Melbourne Star, Port Chalmers, Sydney Star і невелике пасажирське судно Leinster прямували на Мальту. Крім цього, велике пасажирське судно Louis Pasteur з військами для Мальти повинно було завантажиться в Гібралтарі. У супроводі конвою йшли крейсери і есмінці.
17 липня транспорт Louis Pasteur відокремився від конвою і продовжив рух у супроводі «Манчестер», «Лайтнінг» і «Нестор». Судно разом зі своїм ескортом було зустрінуте ескортними міноносцями «Ейвон Вале», «Ерідж» і «Фарндале», відправленими з Гібралтару, і 19 липня разом з ними прибуло на ВМБ Гібралтар.
Того ж дня, паралельно транспортне судно Leinster також відокремилося, і в супроводі «Аретюза», «Козак», «Маорі» і «Сикх», прийшло до Гібралтару рано вранці 20 липня. До нещастя, наступного дня судно сіло на мілину і було не в змозі продовжити рух далі разом з конвоєм. 19 липня «Менксмен» також відокремився від WS-9C і прийшов в Гібралтар самостійно.
21 липня розпочалася операція з відправленням танкера Brown Ranger у супроводі есмінця «Беверлі» для дозаправки есмінців, супроводжуючих конвой у Середземному морі. О 1:45, судна конвою WS-9C пройшли Гібралтарську протоку, в нічному тумані, в супроводі лінкора «Нельсон», крейсера «Единбург», загороджувача «Менксмен» і есмінців та ескортних міноносців: «Ейвон Вале», «Ерідж», «Фарндале», «Ф'юрі», «Лайтнінг». Після цього до конвою приєдналися бойові кораблі «Аретюза», «Манчестер», «Козак», «Маорі», HMAS «Нестор», «Сикх», що вийшли наступного дня разом з кораблями З'єднання Н.
Протягом 22 липня есмінці конвою заправилися паливом від Brown Ranger, десять кораблів попарно. По завершенні заправки танкер і «Беверлі» повернулися в Гібралтар, прибувши туди 23 липня.
23 липня після того, як Мальтійські води були очищені від мін, з Мальти на Гібралтар вийшов конвой MG-1 у складі: Breconshire, Amerika, Hoegh Hood, Settler, Svennor, Talabot, Thermopylae, у супроводі есмінця «Енкаунтер». До нещастя, Svennor при відході зачепив мол і був змушений повернутися в порт для ремонту, решта суден вирушили на захід, щоб зустрітися з бойовими кораблями, що підійшли. На шляху всі судна були атаковані авіацією противника. Hoegh Hood був пошкоджений авіаційною торпедою, але вцілів і спромігся повернутися в Гібралтар. Breconshire і Talabot у супроводі «Енкаунтер» прибули вранці 26 липня, Amerika і Thermopylae після полудня того ж числа, а транспортне судно Settler о 02:30, пошкоджений Hoegh Hood о 8:30 ранку 27 липня. Пошкоджений при виході Svennor, після аврального ремонту на Мальтійській верфі, прибув сам один в Гібралтар тільки 28 липня.
У ході операції Substance, Середземноморський флот виходив 22 липня по напрямку до Мальті, щоб створити уявлення, що конвой є повторенням операції Tiger. Флот знаходився у відкритому морі до 24 липня, а потім повернувся до Александрії та Порт-Саїда.
Того ж дня авіація противника виявила З'єднання Н і конвой, на шляху з Гібралтару, і провела повітряну атаку приблизно близько 10:00. В ході атаки були торпедовані крейсер «Манчестер» і есмінець «Фіерлес». Крейсер «Манчестер» вирушив до Гібралтара у супроводі міноносця «Ейвон Вале»; «Фіерлес» через пошкодження довелося затопити. Пізніше, в той же день, «Файрдрейк», рухаючись попереду конвою, потрапив на мінне поле і підірвався. Його був змушений взяти на буксир «Ерідж», і кораблі направилися в Гібралтар. У кінцевому рахунку вони досягли бази 27 липня. Тим часом «Вішарт», посланий з Гібралтару, посилив охорону «Манчестер» і відіслав «Ейвон Вале» на допомогу «Ерідж».
У сутінках 23 липня конвой підійшов до Сицилії, уникнувши виявлення противником. Фактично по конвою були проведені тільки дві атаки, обидві торпедними катерами. Хоча під час другої Sydney Star отримав влучення, він залишився на плаву і продовжив перехід на Мальту після того, як близько 500 солдатів було знято з його борту есмінцем «Нестор». Це заслуговує на увагу, оскільки австралійський есмінець «Нестор» вже до цього моменту мав, крім власної команди, 300 осіб пасажирів.
Рано вранці 24 липня «Аретюза», «Единбург» і «Менксмен» покинули конвой і на високій швидкості вирушили на Мальту, щоб висадити війська і вивантажити припаси. Вони прибули на острів опівдні. Через чотири години прийшов і конвой. Крейсери, які прибули на острів, плюс «Герміона», який до вечора привів пошкоджений Sydney Star, того ж вечора вирушили в Гібралтар у супроводі «Козак», «Фоксхаунд», «Маорі», «Нестор», «Сикх». «Фарндале» залишився на Мальті для усунення несправностей.